# Vincent Riendeau
Vincent Joseph Clement Riendeau (* 20. April 1966 in Saint-Hyacinthe, Québec) ist ein ehemaliger kanadischer Eishockeytorwart und -trainer, der in seiner aktiven Zeit von 1983 bis 2001 unter anderem für die Canadiens de Montréal, St. Louis Blues, Detroit Red Wings und Boston Bruins in der National Hockey League gespielt hat. Seit 2010 ist er Torwarttrainer bei den Hamburg Freezers in der Deutschen Eishockey Liga.

## Karriere
Vincent Riendeau begann seine Karriere als Eishockeyspieler in der kanadischen Juniorenliga QMJHL, in der er zwischen 1983 und 1986 für die Junior de Verdun und Voltigeurs de Drummondville aktiv war. Anschließend wurde er von den Canadiens de Montréal aus der National Hockey League verpflichtet, für die der Torwart in der Saison 1987/88 in einem Spiel zwischen den Pfosten stand. Die restliche Zeit von 1986 bis 1988 verbrachte er bei Montréals Farmteam, den Canadiens de Sherbrooke, in der American Hockey League. Von 1988 bis 1991 spielte er für die St. Louis Blues in der NHL. Im Oktober 1991 wurde er im Tausch für Rick Zombo zum Ligarivalen Detroit Red Wings transferiert, für die er in den folgenden drei Spielzeiten ebenso spielte, wie für deren AHL-Farmteam, die Adirondack Red Wings. Von Frühjahr 1994 bis Sommer 1995 stand er schließlich für die Boston Bruins in der NHL sowie in einem Playoff-Spiel für deren AHL-Farmteam Providence Bruins auf dem Eis. 
Zur Saison 1995/96 ging Riendeau erstmals nach Europa, wo er vom SC Riessersee aus der Deutschen Eishockey Liga verpflichtet wurde. Nachdem er die Saison 1996/97 bei den Manitoba Moose in der International Hockey League überbrückte, kehrte er zur folgenden Spielzeit in die DEL zurück, wo er in 14 Spielen für die Revierlöwen Oberhausen einen Gegentorschnitt von 3.04 aufwies. Später in der Saison wechselte er zum HC Lugano aus der Schweizer Nationalliga A, kam jedoch nur einmal zum Einsatz. Daraufhin folgte je ein Jahr bei den Ayr Scottish Eagles aus der Ice Hockey Superleague, dem HK Lada Toljatti aus der russischen Superliga und den Anchorage Aces aus der West Coast Hockey League, ehe der Kanadier 2001 im Alter von 35 Jahren seine aktive Karriere beendete. 
In der Saison 2004/05 war der ehemalige NHL-Goalie als Torwarttrainer für die Cape Breton Screaming Eagles in der QMJHL tätig. Zuvor war er bereits in beratender Funktion bei den Toronto Maple Leafs aus der NHL für Torwartfragen zuständig. Zudem war er in gleicher Funktion für die Adler Mannheim (2005–2007), Fribourg-Gottéron und die Kassel Huskies (2008–2009) aktiv. Für die Saison 2010/11 wurde er von den Hamburg Freezers als Torwarttrainer unter Vertrag genommen.

## Erfolge und Auszeichnungen
- 1986 QMJHL Second All-Star Team
- 1987 Harry „Hap“ Holmes Memorial Award
- 1988 AHL Second All-Star Team
- 1988 Harry „Hap“ Holmes Memorial Award (gemeinsam mit Jocelyn Perreault)